# Edwin Flack
Edwin Harold „Teddy“ Flack (* 5. November 1873 in London; † 10. Januar 1935 in Berwick, Melbourne) war ein australischer Mittelstreckenläufer und Tennisspieler. 1896 wurde er zweifacher Olympiasieger.
Flack wurde in London geboren und zog im Alter von fünf Jahren mit seinen Eltern nach Australien. Dort beendete er 1892 seine Schulzeit an der Melbourne Church of England Grammar School und studierte griechische Geschichte. In seiner Studienzeit begann er mit dem Laufsport und wurde in New South Wales und Victoria Sieger über eine Meile. 1894 ging er zurück nach England, um Verkäufer zu werden. Gleichzeitig trat er dem London Athletic Club bei und bereitete sich auf die kommenden Olympischen Spielen vor.
Bei den Olympischen Spielen 1896 in Athen wurde er Sieger im 800-Meter-Lauf vor dem Ungar Nándor Dáni (Platz 2) und dem Griechen Dimitrios Golemis (Platz 3). Außerdem belegte er den 1. Platz im 1500-Meter-Lauf vor dem US-Amerikaner Arthur Blake (Platz 2) und dem Franzosen Albin Lermusiaux (Platz 3). Flack nahm auch am Marathonlauf teil, wurde jedoch disqualifiziert, als er 4 km vor dem Ziel kollabierte. Einen Griechen, der ihm zu Hilfe eilte, schlug er in seiner Verwirrung nieder. Im Tennis-Wettbewerb trat er sowohl im Einzel als auch im Doppel an. Er schied im Einzel in der ersten Runde aus. Im Doppel erreichte er zusammen mit seinem Freund George Stuart Robertson das Halbfinale und belegte den 3. Platz. Er bekam aber keine Medaille, da damals nur die beiden ersten Plätze mit einer Medaille belohnt wurden.
Mit seinen beiden Siegen über 800 und 1500 Meter gewann er die ersten Medaillen für Australien. 1898 ging er zurück nach Australien, vertrat sein Land aber nie wieder bei internationalen Sportereignissen.
Er starb 1935 im Alter von 62 Jahren nach einer Operation in Folge von Herzproblemen.